# Luis Mayans y Enríquez de Navarra
Luis Mayans y Enríquez de Navarra (Requena, 24 de juliol de 1805 - Madrid, 14 de setembre de 1880) fou un aristòcrata i polític valencià. Membre d'una família de la petita noblesa valenciana originària d'Ontinyent, tenia grans propietats a la Vall d'Albaida i a la Plana d'Utiel.

## Primers anys
Fou enviat al seminari, però finalment es va decidir a estudiar dret a la Universitat de València, on es decantà políticament pel liberalisme exaltat, cosa que provocà que el 1823 fos purgat per la seva pertinença a la Milícia Nacional i estranyat de València, i hagués d'acabar la carrera a Alcalá de Henares. Un cop acabada la carrera, el 1830 s'incorporà al Col·legi d'Advocats de Madrid i es posà sota la protecció de Nicolás María Garelli Battifora, aleshores ministre de Gràcia i Justícia, gràcies a la qual fou nomenat jutge de primera instància a Saragossa.

## Carrera política
Tanmateix, decidí dedicar-se a la política i el 1837 fou elegit diputat a les Corts per València pel Partit Moderat. Després de la revolució de 1840 es negà a reconèixer la nova situació i renuncià al seu càrrec de jutge. El 1843 fou escollit novament diputat per València, el 1846 per Ontinyent i novament elegit diputat el 1850, 1851 i 1853. Luis González Bravo i Ramón María Narváez y Campos el nomenaren ministre de Gràcia i Justícia el 1843-1846 i President del Congrés dels Diputats el 1848-1850. Durant el seu mandat s'iniciaren els obres de l'actual edifici del Congrés dels Diputats a la carrera de San Jerónimo. Contribuí al desenvolupament de l'agricultura i les comunicacions al País Valencià, preparà el Reglament dels Jutjats, organitzà el Ministeri Fiscal i la Carrera Notarial, i formà part de la comissió de redacció del concordat de 1851. Això va enfortir la seva posició en el Partit Moderat, formant l'anomenat aleshores grup valencià amb José Campo Pérez, Francisco Carbonell Magí, Josep Maria Vallterra i Febrer i els marquesos de Càceres i de Montortal, amb alguns dels quals va organitzar empreses ferroviàries.
Proper a Narváez i a Alejandro Mon y Menéndez, es va oposar a la reforma de la Constitució Espanyola de 1845 empentada per Juan Bravo Murillo i a la seva forma de concedir les concessions públiques. Va impulsar comitès contra la reforma constitucional i el 1854 fou nomenat Ministre d'Estat interí anterior a l'arribada d'Espartero que va negociar amb els militars revoltats.
Durant el bienni progressista es va apartar de la política i marxà a Ontinyent a curar les seves vinyes. El 1856 fou escollit novament diputat i juntament amb Campo i Mon s'apropà a Leopoldo O'Donnell per tal d'integrar els moderats en la nova Unió Liberal, de la que en serà el principal dirigent al País Valencià. Això li donà un gran prestigi i per això fou nomenat el 1856 ministre del Tribunal Suprem de Guerra i Marina, i el 1858 president de la secció de Gràcia i Justícia del Consell d'Estat.
Va tornar a ser nomenat ministre de Gràcia i Justícia de març a setembre de 1864, i el 1865 va advertir als seus companys de partit de les possibles conseqüències de la revolució que s'estava gestant i que esclataria tres anys més tard.

## Darrers anys
Després de la revolució de 1868 es va apartar de la política, i no va tornar fins a la restauració borbònica, quan fou elegit diputat del nou Partit Conservador pel districte d'Albaida a les eleccions generals espanyoles de 1876; ell i Pedro Egaña Díaz de Carpio eren els diputats de més edat al Congrés. Rebutjà el càrrec de senador vitalici. Participà en la comissió de redacció de la Constitució Espanyola de 1876 i fou reescollit a les eleccions generals espanyoles de 1879. Tanmateix, va morir al cap d'un any després i el seu escó fou ocupat per Eduardo Maestre Tovia.